# Elagatis bipinnulata
Elagatis bipinnulata är en fiskart som först beskrevs av Jean René Constant Quoy och Joseph Paul Gaimard 1825.  Elagatis bipinnulata ingår i släktet Elagatis och familjen taggmakrillfiskar. Inga underarter finns listade i Catalogue of Life.